# Fuchū (Hiroshima)
Fuchū (jap. 府中市 Fuchū-shi) ist eine Stadt in der Präfektur Hiroshima in Japan.

## Geographie
Fuchū liegt östlich von Hiroshima und westlich von Fukuyama. Durch das Stadtgebiet fließt der Ashida. Ein Zufluss ist der Deguchi.

### Angrenzende Städte und Gemeinden
- Fukuyama
- Miyoshi
- Onomichi
- Shōbara
- Jinsekikōgen
- Sera

### Klima
|                        | Jan  | Feb  | Mär  | Apr   | Mai   | Jun   | Jul   | Aug   | Sep   | Okt  | Nov  | Dez  |   |         |
| Mittl. Temperatur (°C) | 3,6  | 4,4  | 7,8  | 13,3  | 18,3  | 22,1  | 26,1  | 27,2  | 23,1  | 17,0 | 10,9 | 5,7  | ⌀ | 15      |
| Mittl. Tagesmax. (°C)  | 8,8  | 10,0 | 13,9 | 19,8  | 24,7  | 27,5  | 31,2  | 32,9  | 28,7  | 22,9 | 16,8 | 11,1 | ⌀ | 20,7    |
| Mittl. Tagesmin. (°C)  | −0,7 | −0,4 | 2,2  | 7,2   | 12,5  | 17,7  | 22,1  | 22,9  | 18,8  | 12,2 | 5,9  | 1,2  | ⌀ | 10,2    |
|                        |      |      |      |       |       |       |       |       |       |      |      |      |   |         |
| Niederschlag (mm)      | 40,6 | 49,5 | 88,9 | 100,7 | 130,3 | 185,1 | 210,4 | 111,6 | 140,6 | 93,7 | 59,4 | 47,1 | Σ | 1.257,9 |
|                        |      |      |      |       |       |       |       |       |       |      |      |      |   |         |
| Sonnenstunden (h/d)    | 4,40 | 4,89 | 5,62 | 6,44  | 6,75  | 4,95  | 5,39  | 6,34  | 5,11  | 5,40 | 4,94 | 4,46 | ⌀ | 5,4     |

| −0,7 |

| −0,4 |

| 2,2 |

| 7,2 |

| 12,5 |

| 17,7 |

| 22,1 |

| 22,9 |

| 18,8 |

| 12,2 |

| 5,9 |

| 1,2 |

| −0,7 |

| −0,4 |

| 2,2 |

| 7,2 |

| 12,5 |

| 17,7 |

| 22,1 |

| 22,9 |

| 18,8 |

| 12,2 |

| 5,9 |

| 1,2 |

## Geschichte

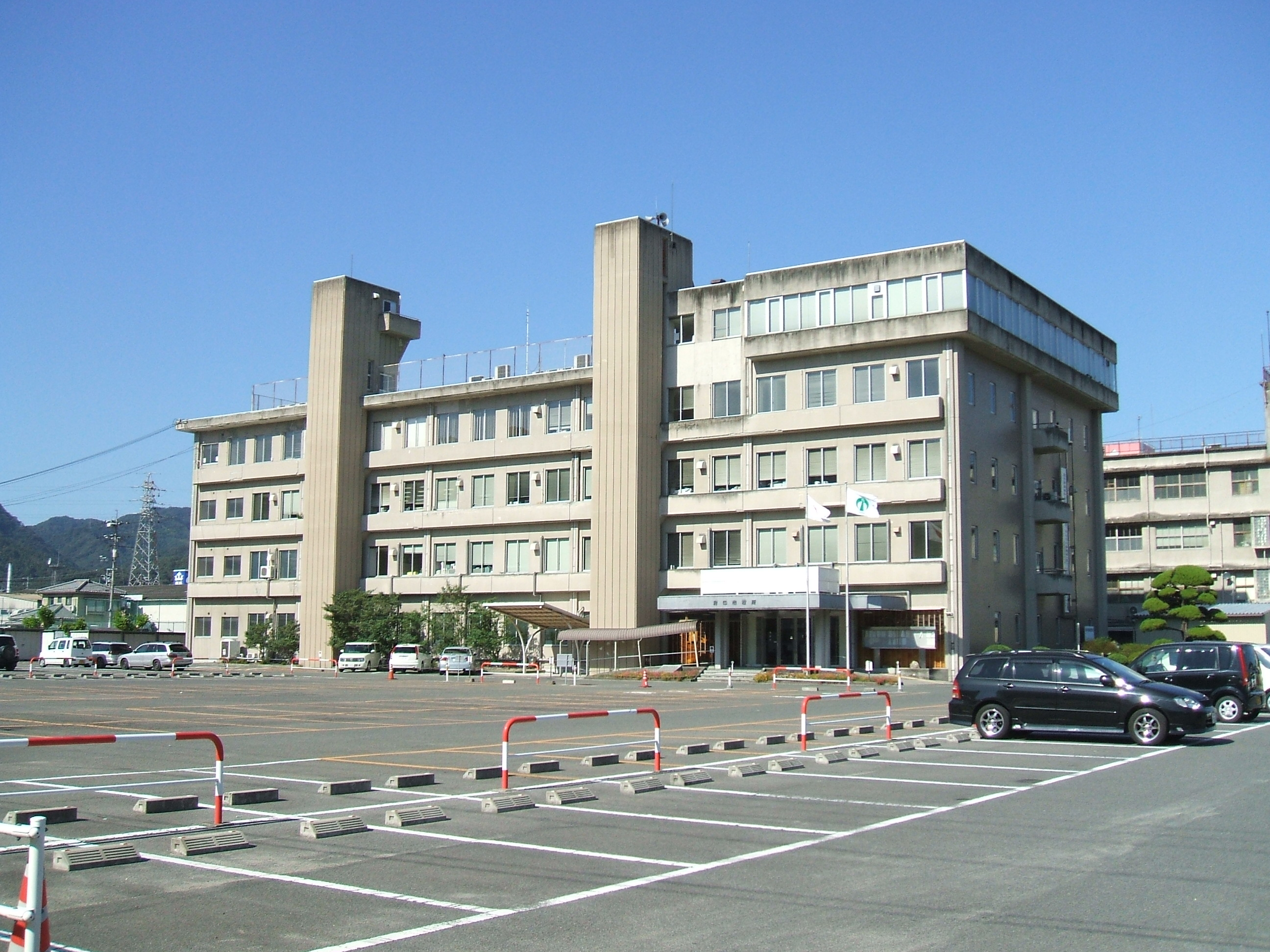
Rathaus von Fuchū

Im Altertum lag nach den chinesisch inspirierten Taika-Reformen hier der Verwaltungssitz (Fuchū) der Provinz Bingo. (In der anderen heutigen Stadt Fuchū in Hiroshima lag damals die Hauptstadt der Provinz Aki.)
In der Edo-Zeit gehörte Fuchū zum Fürstentum (-han) Fukuyama. In der Meiji-Restauration wurde dieses 1871 in eine Präfektur (-ken) umgewandelt und dann Teil der Präfektur Fukatsu (ab 1872 nach Fusion mit der Präfektur Kurashiki: Präfektur Oda). 1875 gehörte Fuchū damit zur Präfektur Okayama, seit 1876 schließlich zu Hiroshima.
Bei der preußisch inspirierten Modernisierung der Kommunalordnungen 1889 entstanden hier im Kreis (-gun) Ashida (später nach Fusion mit dem Kreis Honji: Kreis Ashina) der Präfektur Hiroshima die „Dorfgemeinde Markt Fuchū“ bzw. das „Dorf Fuchūichi“ (府中市村, Fuchūichi-mura) und sechs weitere Dorfgemeinden (出口村、岩谷村、広谷村、国府村、栗生村、下川辺村). Aus ersterem ging 1896 die [kreisangehörige] Stadt Fuchū (Fuchū-chō) hervor. Diese fusionierte in zwei Schritten 1925 und 1954 mit den anderen sechs Gemeinden. Bei der zweiten Fusion entstand am 31. März 1954 die heutige [kreisfreie] Stadt Fuchū (Fuchū-shi). 1956, 1975 und 2004 erfolgten Eingemeindungen aus den Kreisen Ashina und Kōnu.

## Politik
Fuchū liegt zusammen mit Teilen von Mihara, Teilen von Onomichi, Miyoshi, Shōbara, Sera und Jinseki im 299.094 Wahlberechtigte zählenden Wahlkreis 6 der Präfektur Hiroshima zum Shūgiin (Stand: Sep. 2020).

## Wappen
Das Stadtwappen setzt sich aus dem Katakana フ fu und dem Kanji 中 chū zusammen. Beide Schriftzeichen ergeben zusammen den Namen der Stadt und sind zu einem Zeichen verformt, um eine harmonische Entwicklung zu repräsentieren.

## Verkehr
- Straße:
  - Nationalstraßen 432, 486
- Zug:
  - JR Fukuen-Linie: nach Fukuyama und Miyoshi

## Söhne und Töchter der Stadt
- Kado Haroshi (1909–1994), Maler
- Teruji Kogake (1932–2010), Dreispringer